# نوتر-دام-دو-استنبریج، کبک
نوتر-دام-دو-استنبریج (به فرانسوی: Notre-Dame-de-Stanbridge) شهری در منطقه شهری بروم-میسیسکوا ناحیه مونترژی در استان کبک کانادا است. در سرشماری سال ۲۰۱۱ این شهر ۷۲۸ نفر جمعیت داشته‌است و مساحت آن ۴۴٫۵۷ کیلومتر مربع است.